# StuffIt
StuffIt è un software per la compressione dei dati originariamente disponibile per Macintosh, in seguito convertito anche per Microsoft Windows e Linux. Il supporto dell'applicazione è ufficialmente terminato.
Il software è principalmente noto per il formato di file archivio StuffIt (.sit). Con l'introduzione di macOS, è stato creato un nuovo formato di compressione, denominato StuffIt X, disponibile con estensione .sitx.
The Unarchiver ha un supporto parziale per i file StuffIt e StuffitX.